# Billigheim-Ingenheim
Billigheim-Ingenheim is een plaats in de Duitse deelstaat Rijnland-Palts, en maakt deel uit van de Landkreis Südliche Weinstraße.
Billigheim-Ingenheim telt 3.785 inwoners.

## Bestuur
De plaats is een Ortsgemeinde en maakt deel uit van de Verbandsgemeinde Landau-Land.

## Bekende inwoners
- Theobald Billicanus (1493-1554), Theoloog, Jurist en Reformator
- Konrad von Busch (1847-1910), Bisschop van Speyer

## Fotogalerij

Billigheim
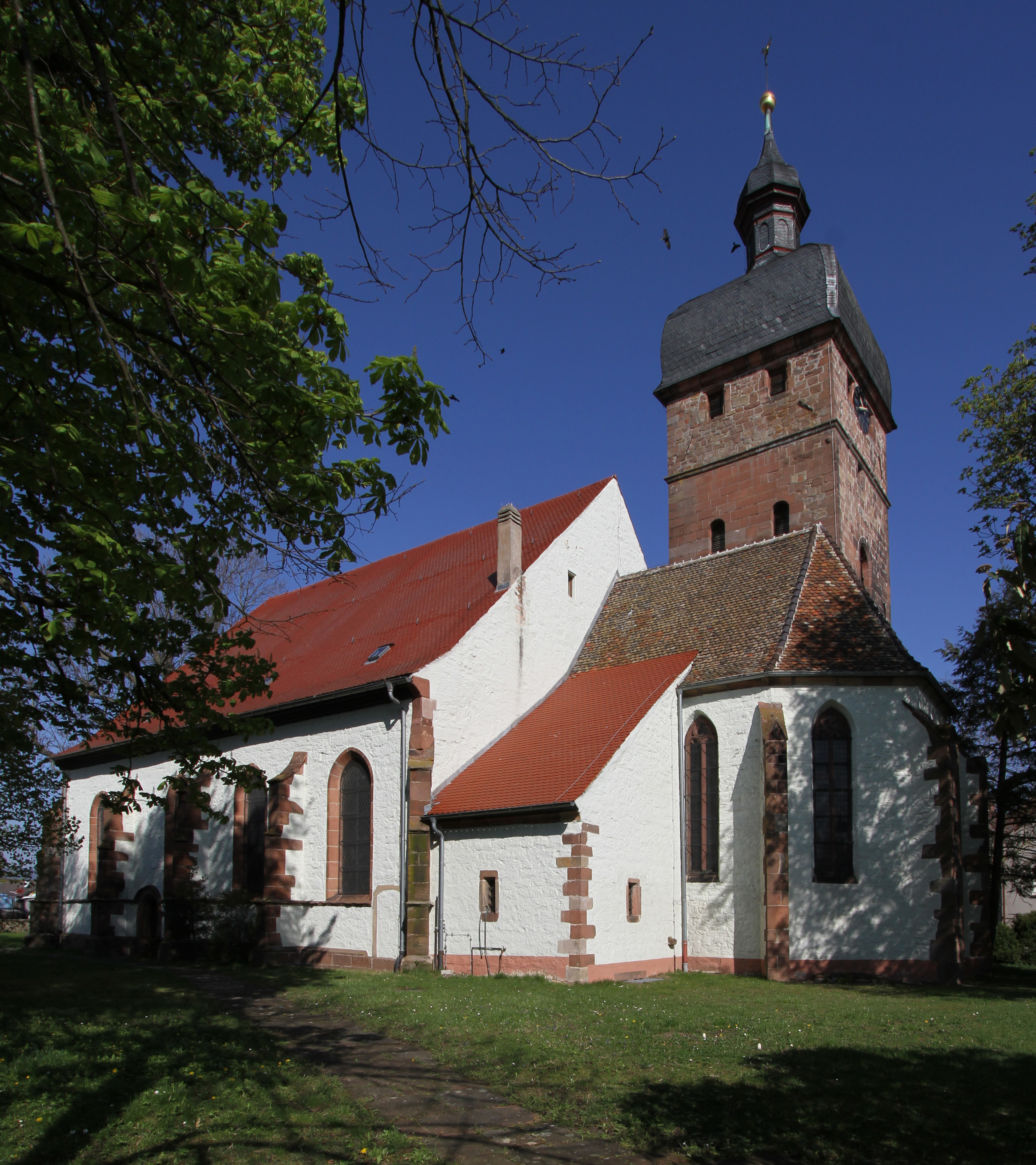
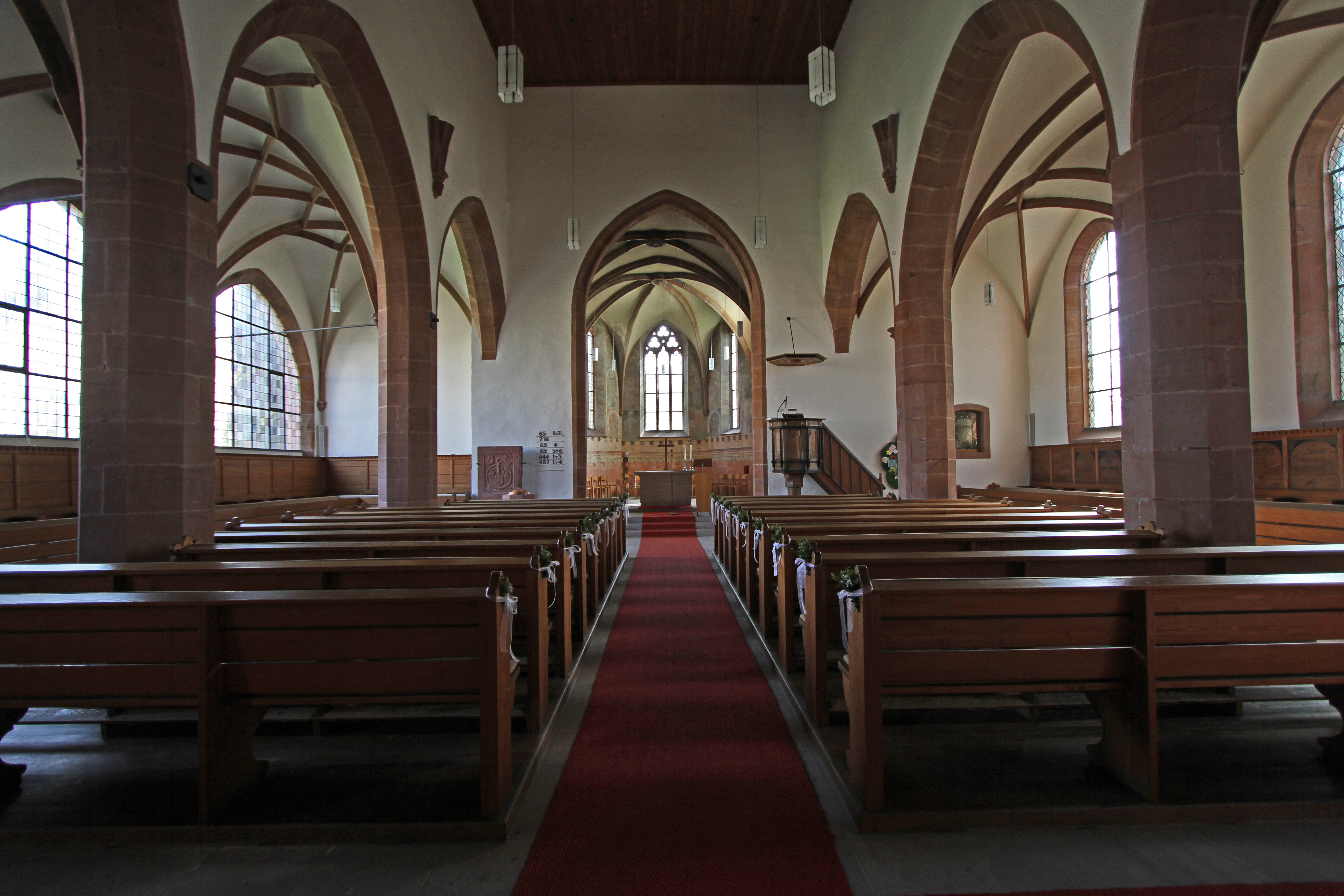
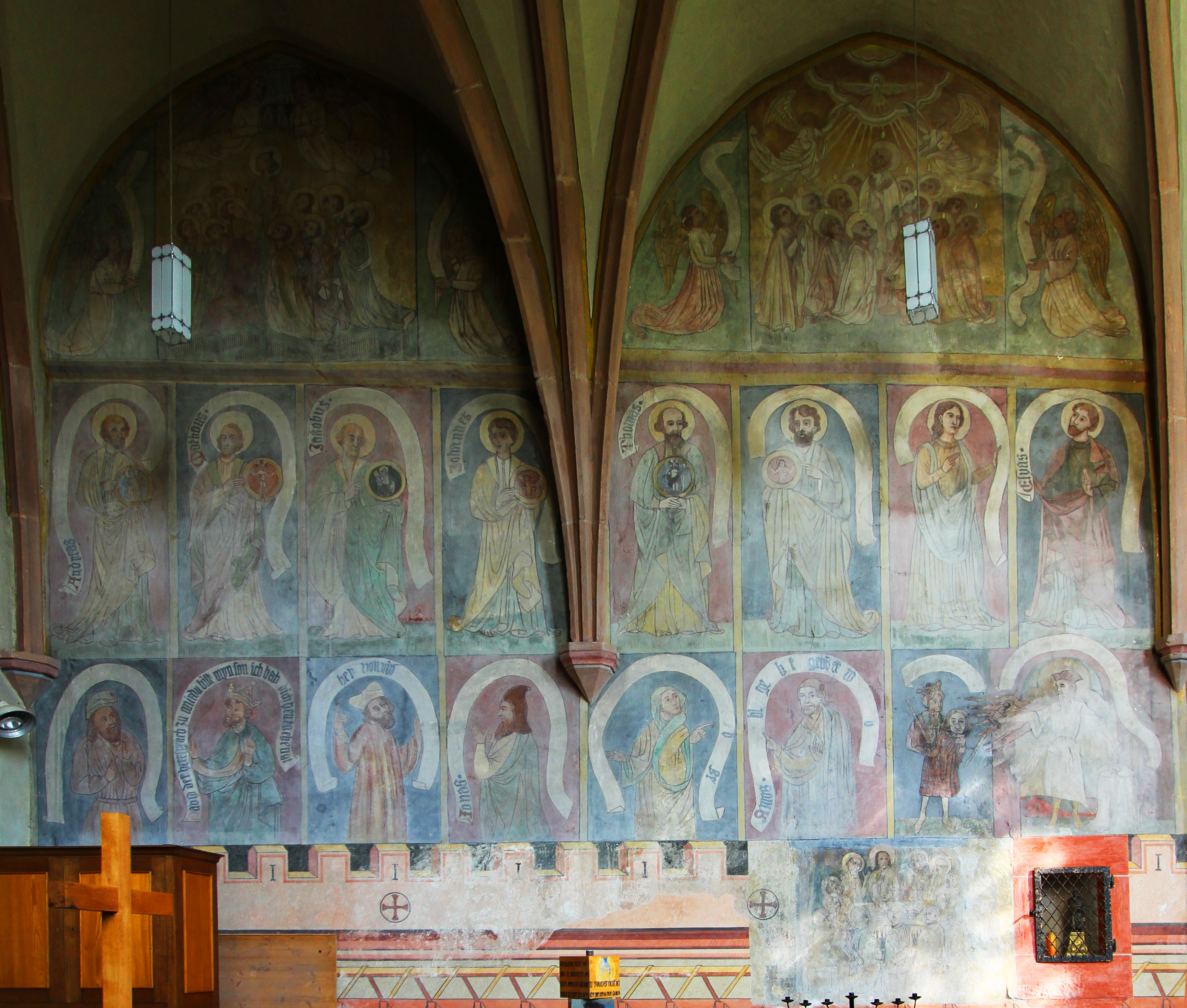
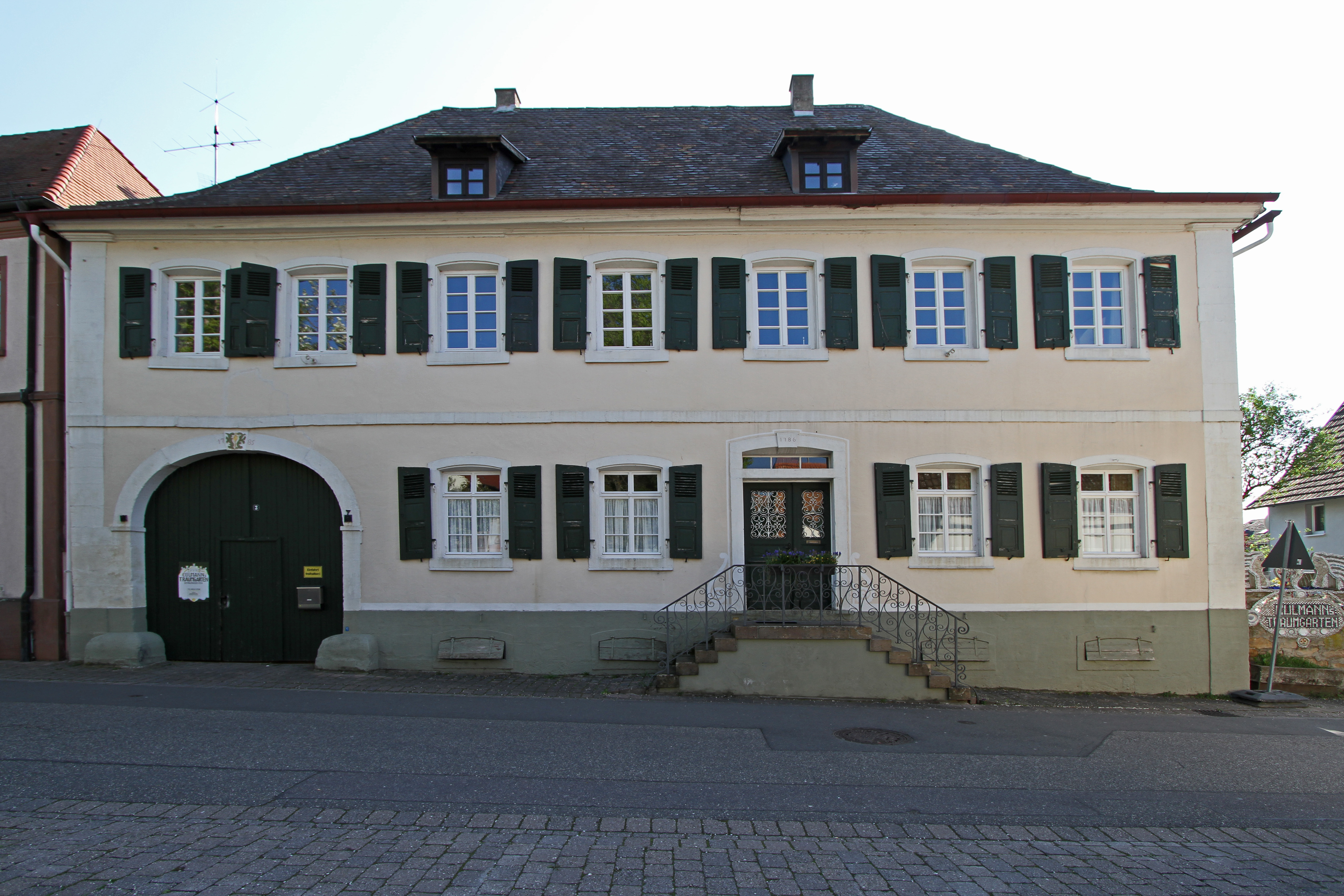
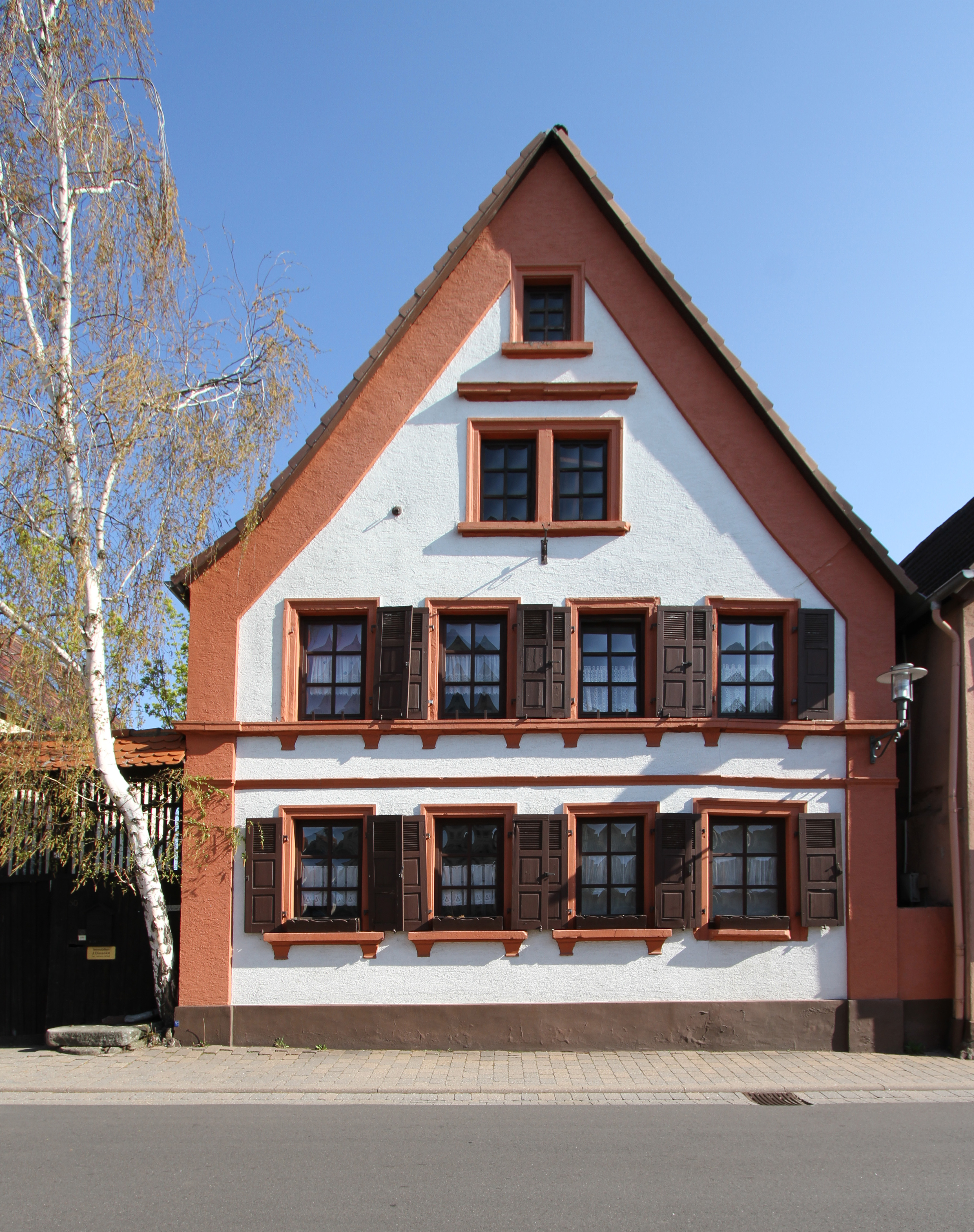
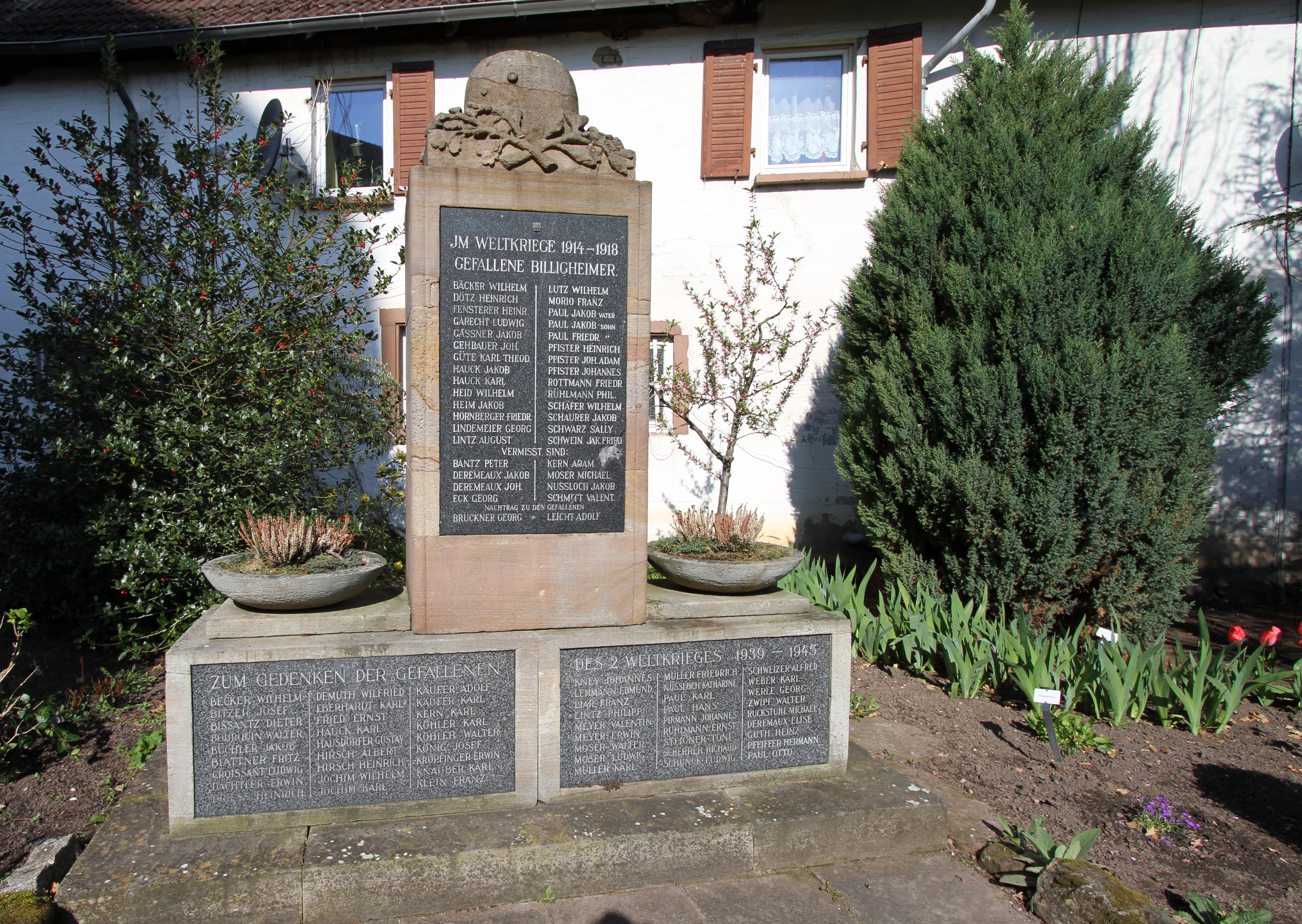